# Château d'Annecy
Le château d'Annecy est un ancien château fort, du XIIe siècle, remanié à plusieurs reprises, notamment par les ducs de Savoie (1430 et 1487, 1533 et 1571), par les Savoie-Nemours, qui se dresse sur la commune française d'Annecy dans le département de la Haute-Savoie, en région Auvergne-Rhône-Alpes.
Ancienne résidence des comtes de Genève, puis des ducs de Savoie-Nemours, le château d'Annecy est depuis 1953 la propriété de la ville qui l'a restauré et transformé en musée.

## Localisation

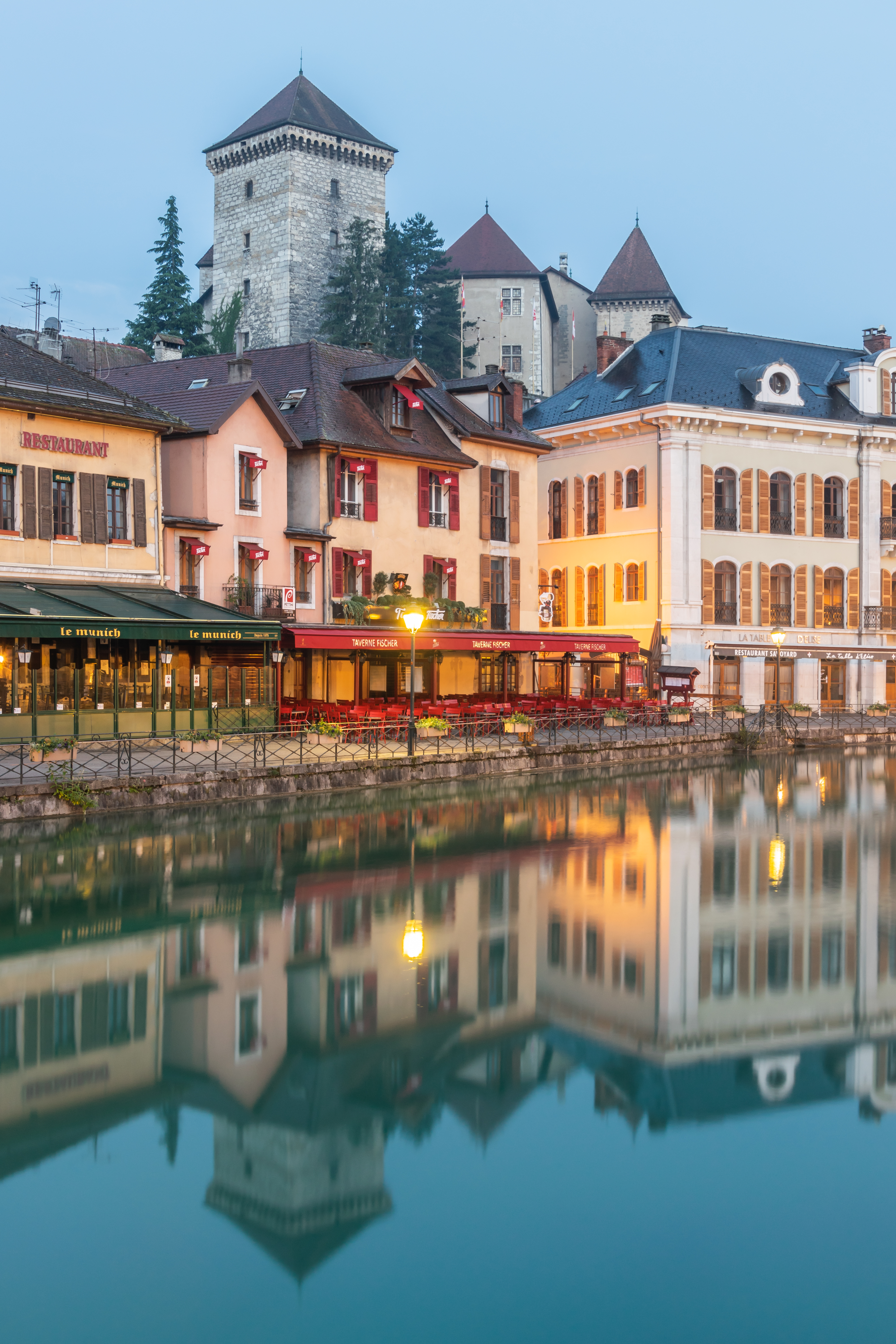
Le château d'Annecy en ville.

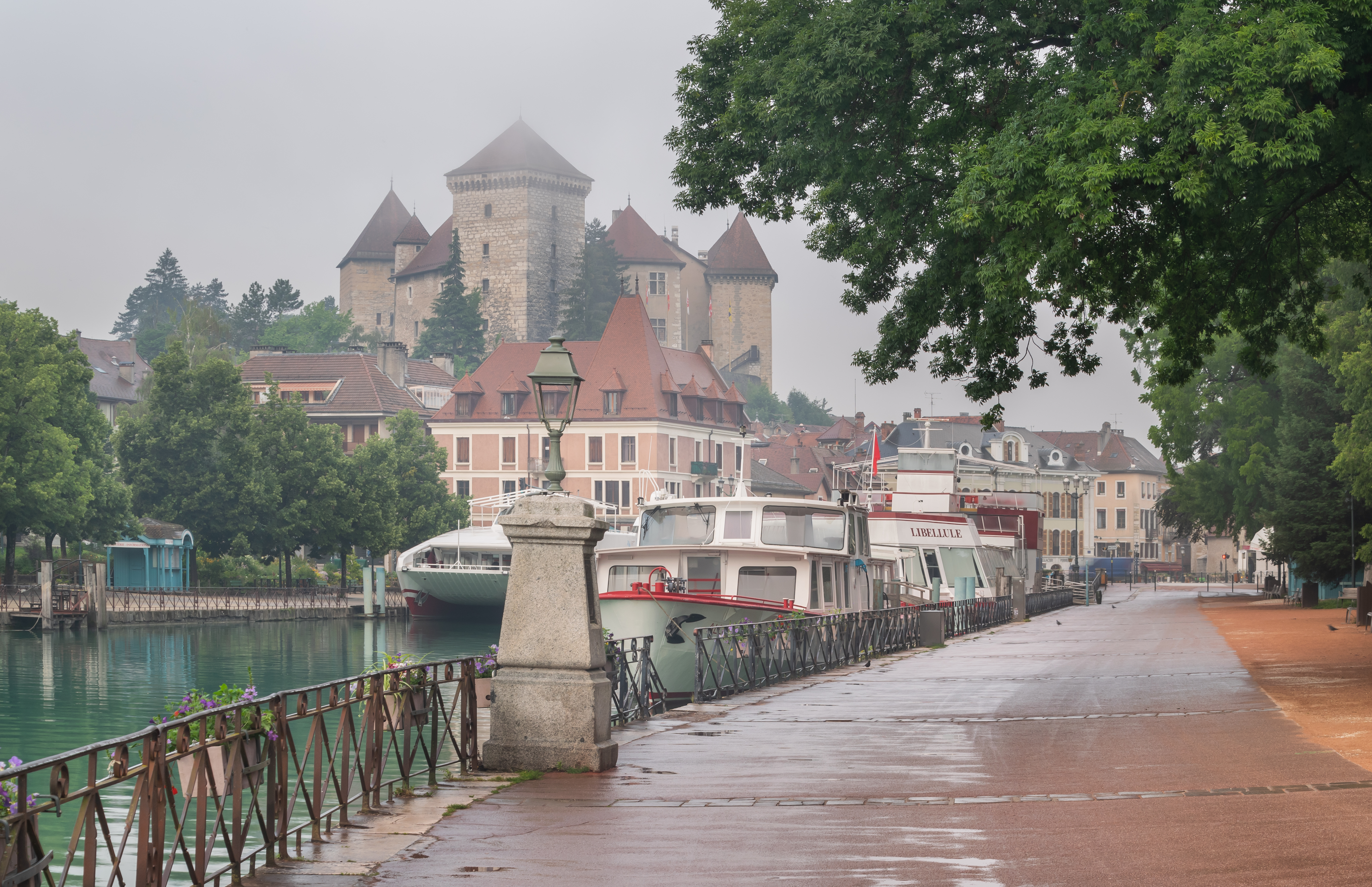
Château d'Annecy, Haute-Savoie, France, Vue du Lac.

Le château d'Annecy est situé dans le département français de la Haute-Savoie sur la commune d'Annecy, sur le dernier promontoire rocheux de la montagne du Semnoz, formant éperon, qui domine la ville au sud, à 470 mètres d'altitude. Il surveillait la route reliant Genève à l'Italie, au débouché de la cluse du lac, ainsi que les ponts qui franchissaient l'émissaire du lac. Surplombant le Thiou et son île, la vue portait sur toute l'étendue de la plaine des Fins.

## Historique

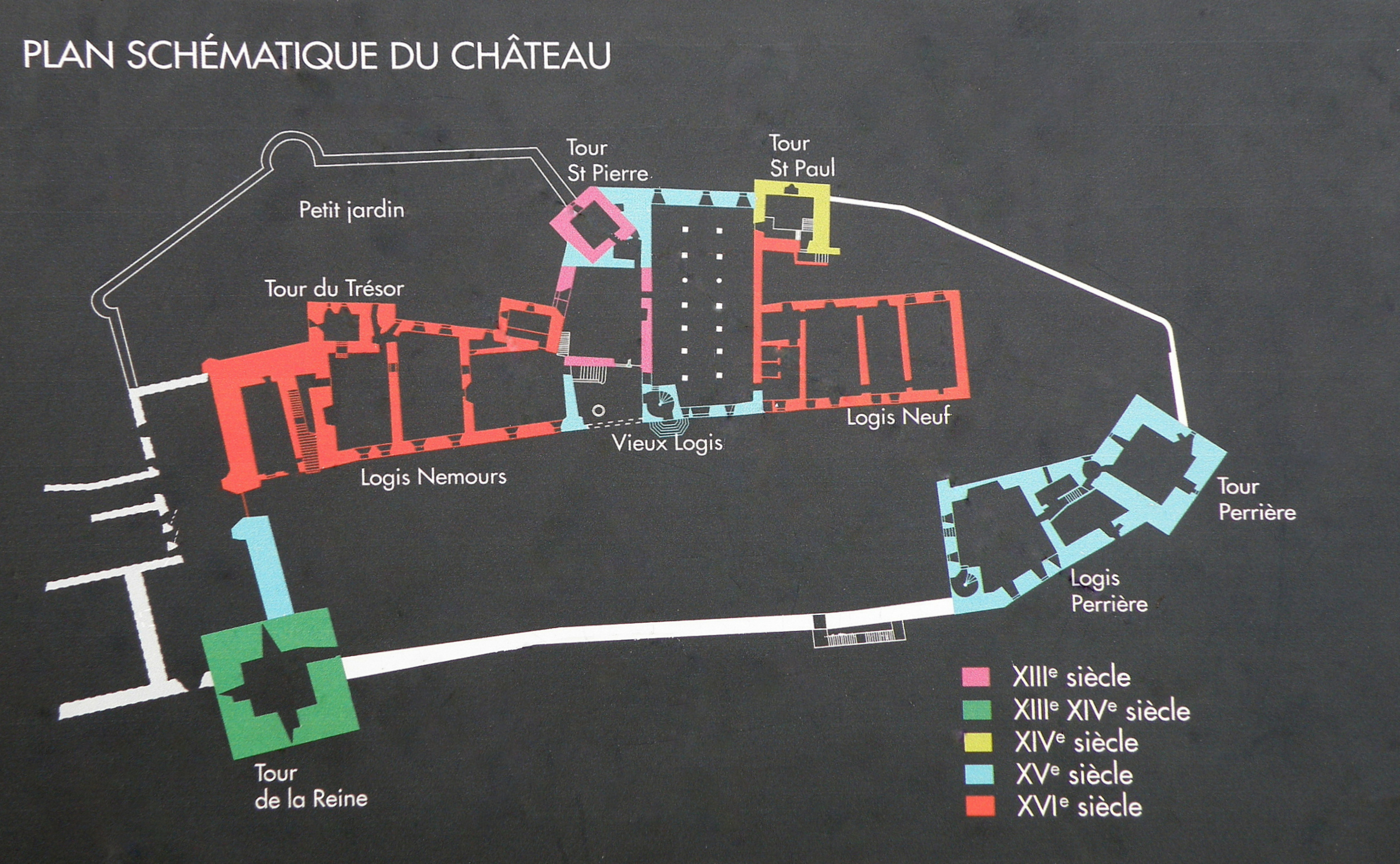
Un plan du château.

On ne sait rien de son origine, sinon qu'elle est fort ancienne. Il y aurait eu déjà une forteresse au VIIIe siècle. La première mention connue date du 10 octobre 1219 (castra), lorsque la maison de Genève en fait sa résidence principale, contrainte d'abandonner Genève à la souveraineté de son prince-évêque, et où dès la fin du XIIe siècle, sont datés des actes.
Entièrement détruit lors d'un incendie survenu le 27 avril 1340, il est reconstruit à l'identique par le comte de Genève, Amédée III. Les comptes de châtellenies des années 1340 à 1344 permettent de connaître les différents travaux réalisées à la restauration des bâtiments. Réalisation d'un décor peint par maître Pierre de Lausanne et pose de vitres aux fenêtres de la grande salle et de la chambre du comte par maître Laurent.
En mars 1391, le comte de Genève, Pierre, y reçoit le duc de Bourgogne, Philippe le Hardi, et en août de la même année, le comte de Savoie, Amédée VII, accompagné des comtesses Bonne de Bourbon et Bonne de Berry.
Robert de Genève, né au château en 1342, élu pape en Avignon le 20 septembre 1378 sous le nom de Clément VII, succède en 1392 à son frère Pierre comme comte de Genève et entreprend d'importants travaux dans le château d'Annecy qu'il transmet à sa mort, survenu en 1394, à son neveu, Humbert de Thoire-Villars, qui le lègue à son tour à son oncle, Odon de Villars, lequel le cède le 5 août 1401, au comte de Savoie, Amédée VIII.
Amédée VIII le restaure en 1403 ; il s'y installe dès 1405 et y reçoit l'hommage de la noblesse du Genevois. Après un nouvel incendie en 1412, il fait reconstruire le Vieux-Logis et Jean Loisel, un artiste de Genève, est chargé de réaliser les vitraux de la chapelle. Amédée VIII, fait duc héréditaire de l'Empire depuis 1416, y reçoit en 1418 le pape Martin V et les cardinaux qui rentrent du concile de Constance.
En 1440, Amédée VIII érige le Genevois en apanage au profit des cadets de la maison de Savoie. Ils gouverneront à partir du château en portant le titre de comte de Genevois. C'est ainsi que Philippe, fils cadet d'Amédée VIII, qui a reçu l'apanage en fait sa résidence.
Le duc Louis Ier de Savoie en fait de même avec son troisième fils Janus de Savoie. Dans la deuxième moitié du XVe siècle, ce dernier fait construire le Logis Perrière accolé à la tour du même nom que son père avait fait construire. Le château accueille, en 1477, la conférence qui rétablit la paix entre la duchesse de Savoie, Yolande de France qui avait pris le parti Bourguignon, et les Suisses à l'issue des guerres de Bourgogne.
Le duc Charles III de Savoie constitue le 15 août 1514 un nouvel apanage dit de Genevois-Nemours au profit de son frère Philippe de Savoie-Nemours ; en 1528, le comte Philippe était devenu duc de Nemours à la suite de son mariage avec Charlotte d'Orléans-Longueville. La princesse fera bâtir le Logis Nemours et refaire le chemin de ronde.
Jacques de Savoie-Nemours, leur fils, est fait en 1564 duc de Genevois par le duc de Savoie, Emmanuel-Philibert. Les princes qui résident au château porteront dès lors le titre de ducs de Genevois-Nemours. En 1566, Jacques épouse Anne d'Este, veuve du duc François de Guise et érige le Logis-Neuf, mais les ducs vivent le plus souvent à la cour de France qu'au château d'Annecy.
Le 5 octobre 1600, lors de la guerre franco-savoyarde, le roi de France Henri IV fait une entrée triomphale à Annecy accompagné d'Henri Ier de Savoie-Nemours, de la cornette blanche et du régiment de Nérestang. Le roi Henri IV, qui passera la nuit au château, est reçu dans la grande salle du château où le duc Henri lui offre une somptueuse réception. Ce dernier souhaite son appui pour faire de son apanage un État souverain. Déçu de l'issue du conflit, le duc signe alors un traité secret avec l'Espagne.
À l'automne 1616, le complot éventé, ce sont les troupes savoyardes commandées par Sigismond d'Este, marquis de Lans, qui viennent s'emparer du château. Grâce à l'intervention de saint François de Sales, le prince félon conserve toutefois son apanage.
Le château est pris le 20 mai 1630, lors d'un nouveau conflit entre la France et la Savoie, par les troupes du roi de France Louis XIII, commandé par le Gaspard III de Coligny, maréchal de Châtillon, malgré la résistance de son gouverneur Louis de Sales, frère de saint François. Louis XIII et Richelieu s'y installent pour un bref séjour.
En 1659, à la mort d'Henri II, dernier duc de Genevois-Nemours, Charles-Emmanuel II de Savoie supprime l'apanage. Le château fait retour au duc, qui en fait la résidence du gouverneur de la place d'Annecy.
Le château servira très momentanément d'évêché sous l'épiscopat de Jean d'Arenthon d'Alex prince-évêque de Genève de 1661 à 1695.
La forteresse est transformée temporairement en caserne lors de l'occupation espagnole de 1742, et subi alors de graves dommages.
En 1793, le château est déclaré bien national, baptisé « Maison de la Montagne », il sert à abriter les armées républicaines, puis impériales. Il gardera cette fonction jusqu'à la Seconde Guerre mondiale, puis sera envahi par des sans-abris.
En 1952, un nouvel incendie l'endommage et en 1953, la commune d'Annecy, le rachète à l'État. Restauré, il abrite aujourd'hui une présentation permanente des collections des musées de l'agglomération d'Annecy et l'observatoire régional des lacs alpins.

## Protection
Le château d'Annecy fait l’objet d’un classement au titre des monuments historiques par arrêté du 12 octobre 1959.

## Description

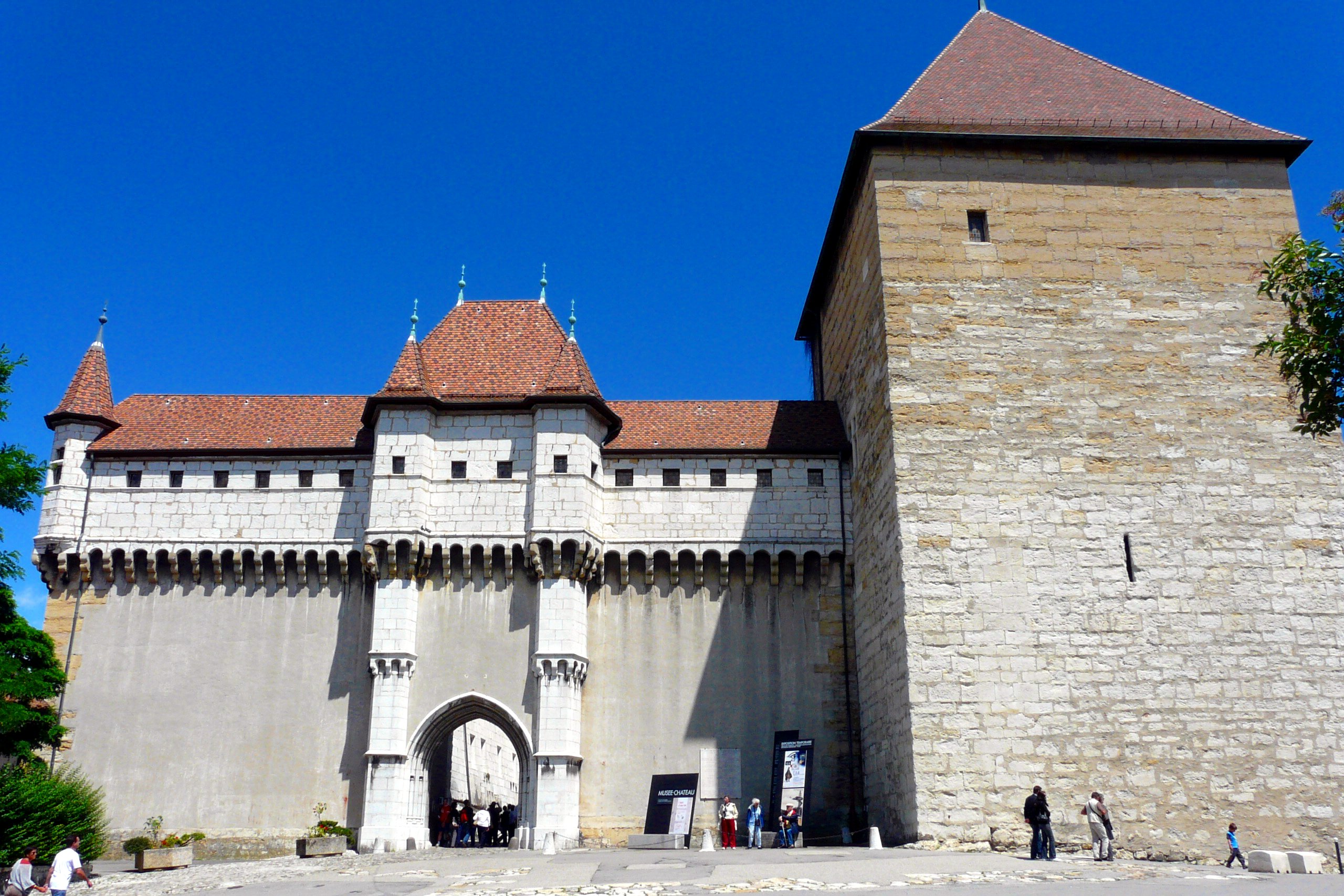
L'entrée du château.

Le château d'Annecy se présente sous la forme d'une grande enceinte polygonale de 55 × 125 mètres, qui épouse les contours du rocher. Elle aurait entouré, selon des textes anciens, notamment dans un texte daté de 1402, une tour maîtresse rectangulaire, aujourd'hui rasée, située en face du « Vieux Logis », qui aurait été reliée à celui-ci par des galeries de bois. L'accès au château était commandé par un pont-levis qui enjambait le fossé, comblé aujourd'hui ; place actuelle. Autour de la cour s'élèvent divers bâtiments dont le plus ancien, au sud, du côté le plus vulnérable, est un « donjon » carré du XIIe siècle, dit « Tour de la Reine ». Le chemin de ronde qui court au sommet de la courtine a été refait au XVIe siècle ; quant à la porte de la herse il s'agit d'une restauration datée de la fin du XIXe siècle.
Sur le front nord, deux tours dites de « Saint-Pierre » et de « Saint-Paul », du XIIIe siècle, encadrent le « Vieux Logis » des XIIIe et XIVe siècles. Toujours au nord, le « logis neuf » et le « logis Nemours » disposées de part et d'autre du « Vieux Logis », sont des créations du XVIe siècle. Au sud-est, la « Tour et le Logis Perrière » ont été bâties entre 1445 et 1487. La « Tour » érigée en 1455 remplace l'ancien donjon alors en ruine. Le chemin de ronde a été refait au XVIe siècle. La porte de la herse est une restauration de la fin du XIXe siècle, entre 1868 et 1873. Une tour du château a porté le nom d'Emyon,.
La « Tour de la Reine »
La tour quadrangulaire, massive, haute de 38 mètres, et mesurant 14,70 × 15,40 mètres de côté avec des murs ayant une épaisseur de 3,85 à 4,19 mètres, est dotée d'archères à ébrasement simple. Elle domine le front sud, qui est l'un des plus vulnérables. Son accès se faisait à 13 mètres de hauteur au niveau de la courtine. L'examen archéologique permet de distinguer deux phases de construction. La base aurait été édifiée dans la seconde moitié du XIIIe siècle, et les élévations, au siècle suivant, à la charnière des XIVe et XVe siècles. Ses parements régulier sont constitués de pierres en moyen et grand appareil.
Le « Vieux Logis »

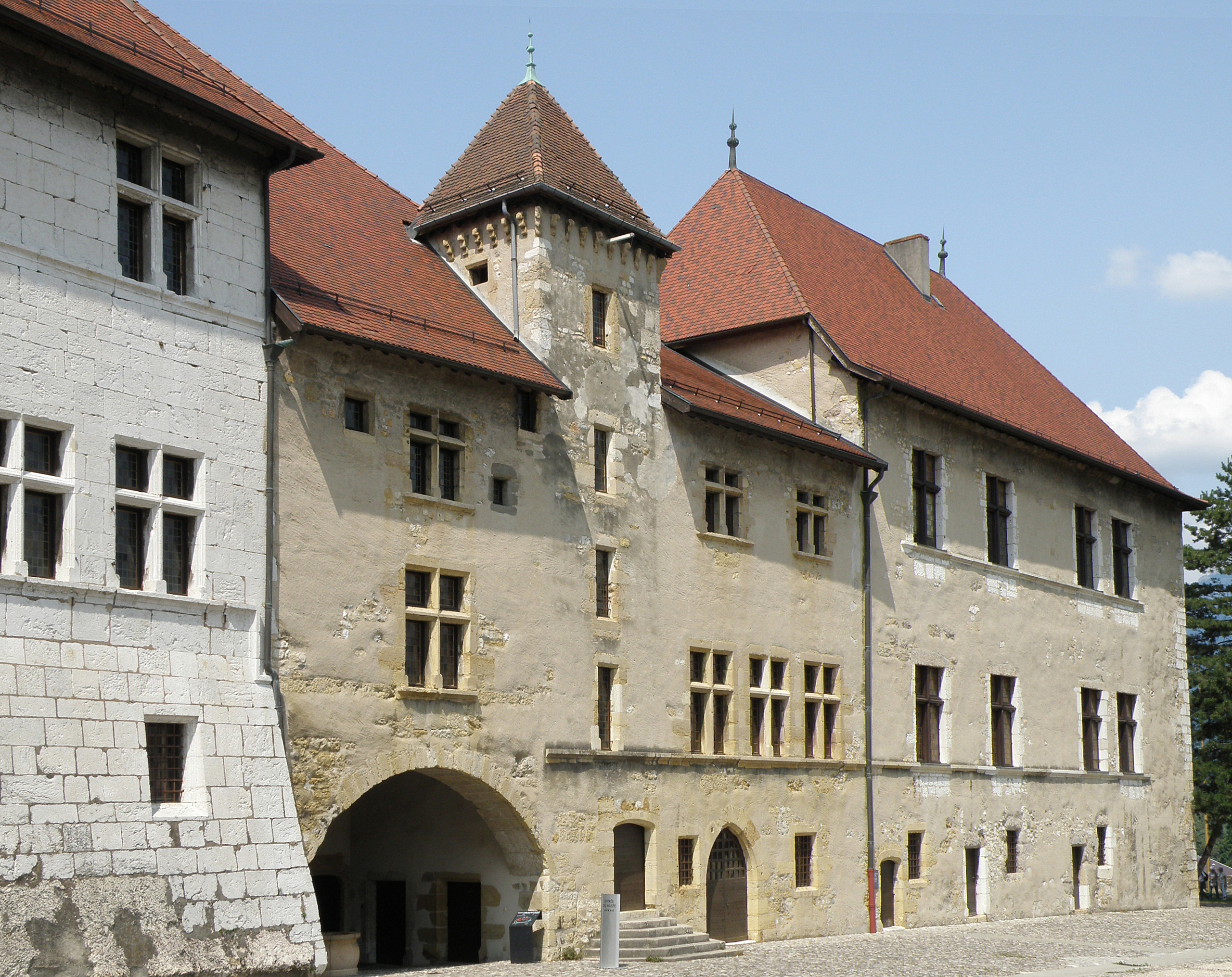
Le Vieux Logis, flanqué à gauche du logis Nemours et à droite du logis Neuf.

C'est un édifice rectangulaire de 29 × 15 mètres, la « Grande Salle », flanqué de deux tours, la « tour Saint-Pierre » et la « tour Saint-Paul », qui font face à la ville, et auquel est adossée une aile résidentielle au sud-ouest.
La « Salle des Colonnes » au rez-de-chaussée abrite quatorze colonnes en pierre. Aménagée en 1340, la salle du poêle « grand pèle », fut transformé en cellier en 1394 et dont on doit les aménagements actuels à Amédée VIII, en 1430. À l'étage, la salle d'apparat, « Grande Salle des fêtes » édifiée en 1333, communiquant avec les appartements, possède une cheminée refaite au XVIe siècle, ainsi qu'un plafond à caissons refait par Amédée VIII. Ce dernier y fit ajouter une grande vis. Cette salle fut dotée entre 1340 et 1345 de fenêtres à meneaux et croisillons. À la charnière entre la « Grande Salle » et l'aile résidentielle, au centre de la façade, une tourelle contient un escalier à vis, le « grand viret », datant de 1430.
L'aile résidentielle comprend, au rez-de-chaussée, au sud, une cuisine, refaite en 1340 et reconstruite au XVe siècle. Elle comporte deux cheminées gigantesques, dans l'une desquelles s'ouvre le four. À l'étage, on trouve la « chambre rouge », mentionnée en 1251 et une chambre de parement. Son arcade couvre un puits de 40 m de profondeur dont la présence est déjà mentionnée en 1428.
La « tour Saint-Pierre »
Connue en 1753 sous le nom de « Tour des Princes », orientée au nord-ouest, elle fut érigée en 1430 à la place d'une tour plus ancienne appelée « Tour du Pommier ». Elle servit vraisemblablement à augmenter le potentiel résidentiel. Au XVe siècle, elle fut reliée à la grande salle et à la chambre ducale, et dotée d'un oratoire. C'est la seule tour du château d'Annecy qui ait conservé, au complet, ses créneaux et mâchicoulis.
La « tour Saint-Paul »
Datée de 1383, orientée au nord-ouest, elle mesure 25 mètres de haut. Au premier étage, on trouve une belle chambre à plafond du XVIe siècle. Amédée VIII fit placer en 1430 dans cette tour un miroir pour surveiller les ennemis, ce qui la fit nommer la « Tour du Miroir ».
Le « Logis Nemours »

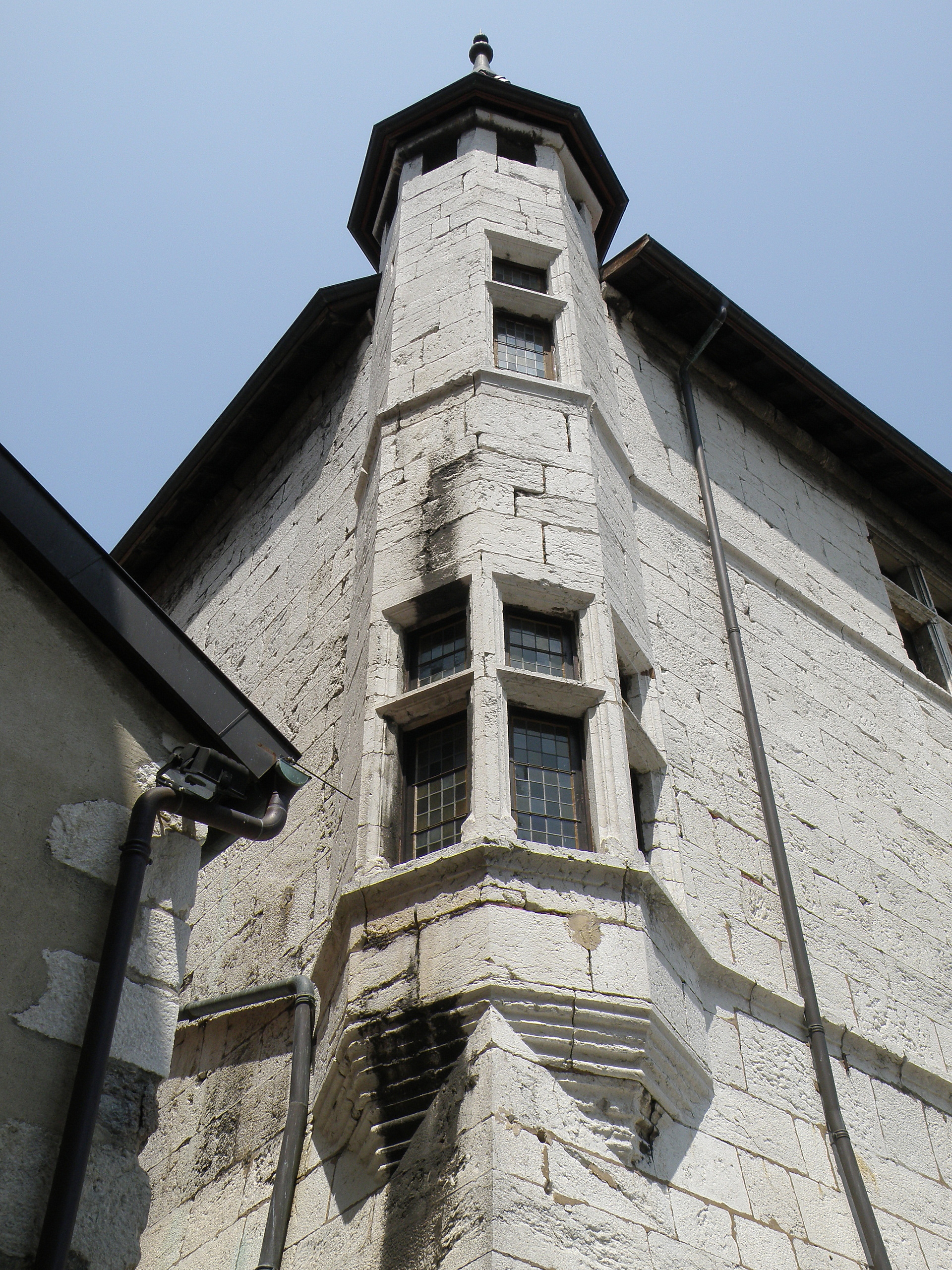
Une échauguette du logis Nemours.

On doit ce logis à Charlotte d'Orléans-Longueville, duchesse de Genevois-Nemours qui l'a fait rebâtir en 1545. Il est doté d'une échauguette. Pourvu de beaux appartements ; la pièce principale en étant la « chambre des cerfs ». Dans l'une de ces salles, l'on peut encore voir une frise peinte au sommet de ses murs et également des latrines à deux, voire trois places.
Le musée est installé dans le Logis Vieux et le Logis Nemours.
Le « Logis Neuf »
Il est édifié en 1562 par le duc Jacques de Genevois-Nemours. Au premier étage, on peut encore voir des plafonds datant de 1571. Ce logis a beaucoup souffert, il a entre autres été amputé de moitié pour aménager une terrasse au pied de la Tour Perrière.
La « Tour et le Logis Perrière »

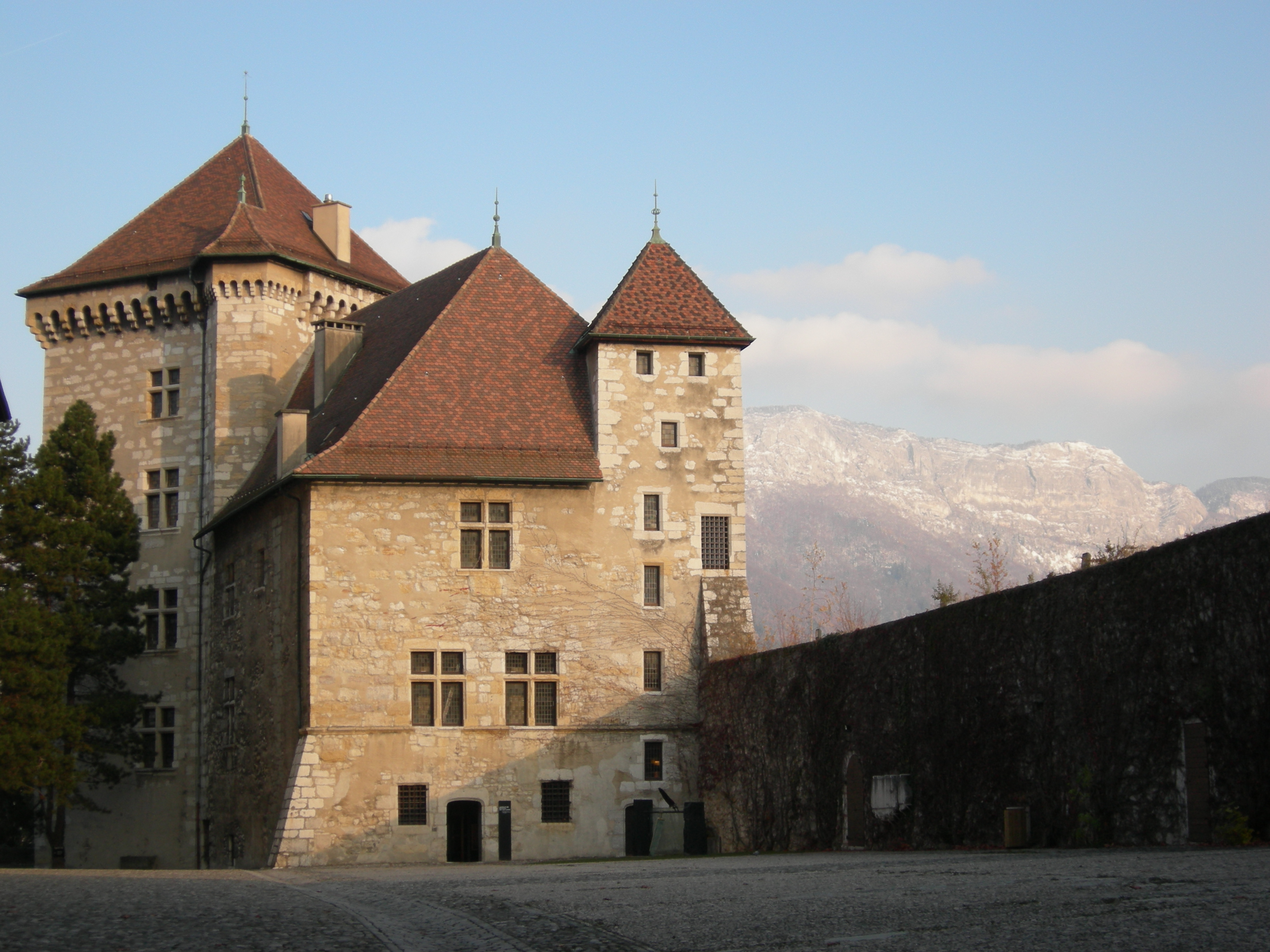
La Tour et le Logis Perrière.

L'élément majeur est sa tour haute de 33 mètres et de 12 mètres de côté. Le contrat de construction de la tour est passé en 1445 par le duc Louis Ier de Savoie, sur l'emplacement du donjon de l'ancien château, détruit par le feu. Cette tour fut nommée « Tour Nouvelle » en 1487, « Tour du Trésor » en 1565, « Tour du Gouvernement » au XVIIIe siècle, et enfin sous la Révolution « Tour de la Montagne », où elle servit de prison. Ses créneaux ont été détruits en 1758, lors d'un incendie. Un souterrain reliait cette tour avec une maison située côté Perrière. On en perd sa trace en 1673. Le logis, « logis du Gouvernement » au XVIIIe siècle, est accolé dans la deuxième moitié du XVe siècle par le comte Janus, pour y placer les services de la chambre des comtes. On y voit un reste de décor peint, ainsi que des dessins faits par les soldats, lorsque le château servit de caserne. Au rez-de-chaussée, on trouve une belle chambre du XVIe siècle. Une vis, à la charnière de la tour et du logis, permet de desservir l'ensemble des niveaux. Aux différents niveaux du logis, un mur de refend sépare l'espace en deux. Une grande vis est placée dans l'angle sud-est du logis. Dans la « Tour Perrière », qui domine le lac, on a aménagé dans l'épaisseur de la muraille le passage du chemin de ronde. La communication avec le logis a disparu.
Ils abritent l'Observatoire régional des lacs alpins.
La terrasse

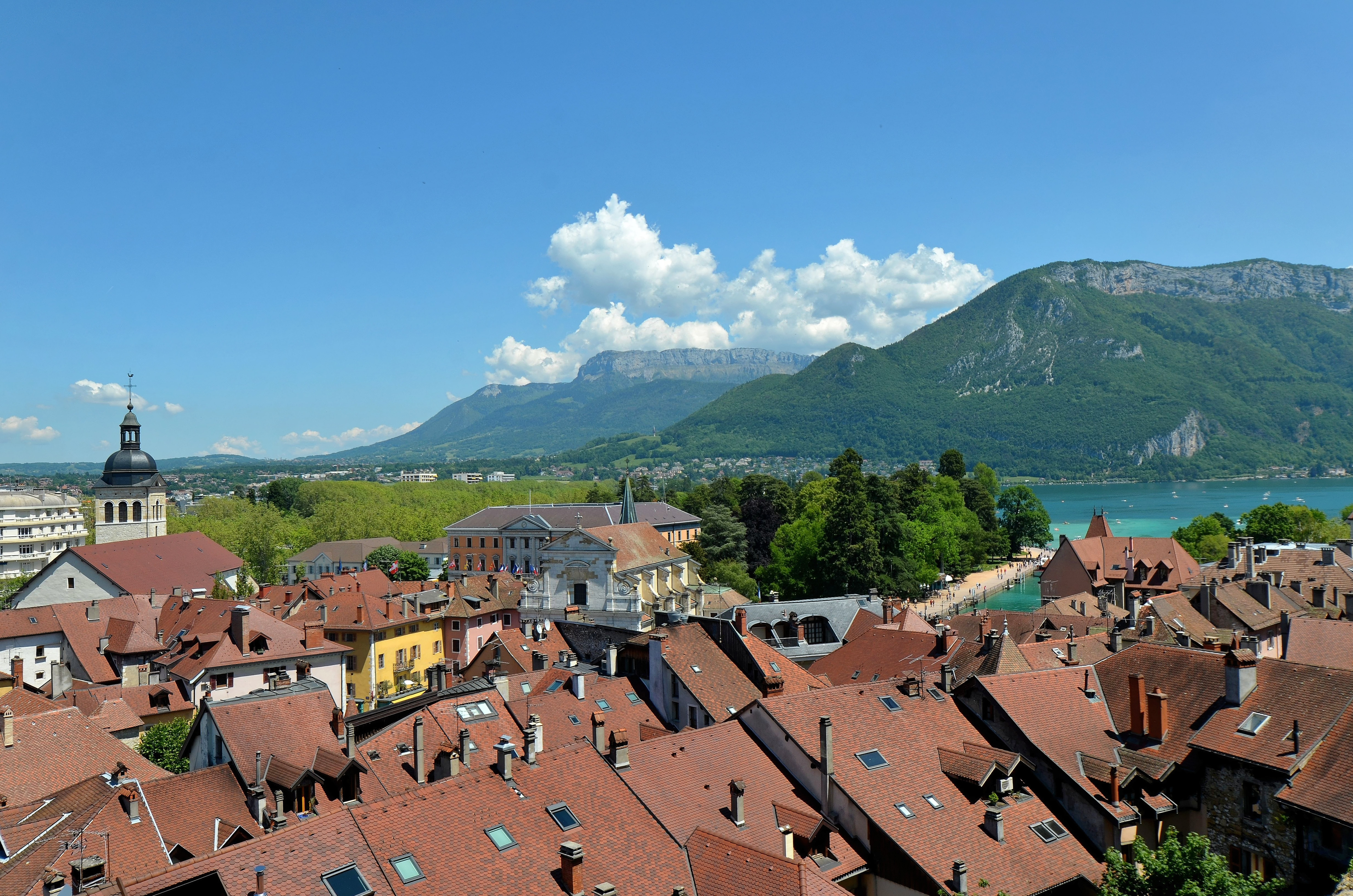
Vue sur le village depuis la terrasse.

Elle offre une vue en hauteur sur la vieille ville, ses ruelles étroites et ses toits entrelacés.
Complétait cet ensemble, dans la cour du château, une chapelle, qui fut détruite au milieu du XVIIIe siècle.

## Châtellenie d'Annecy

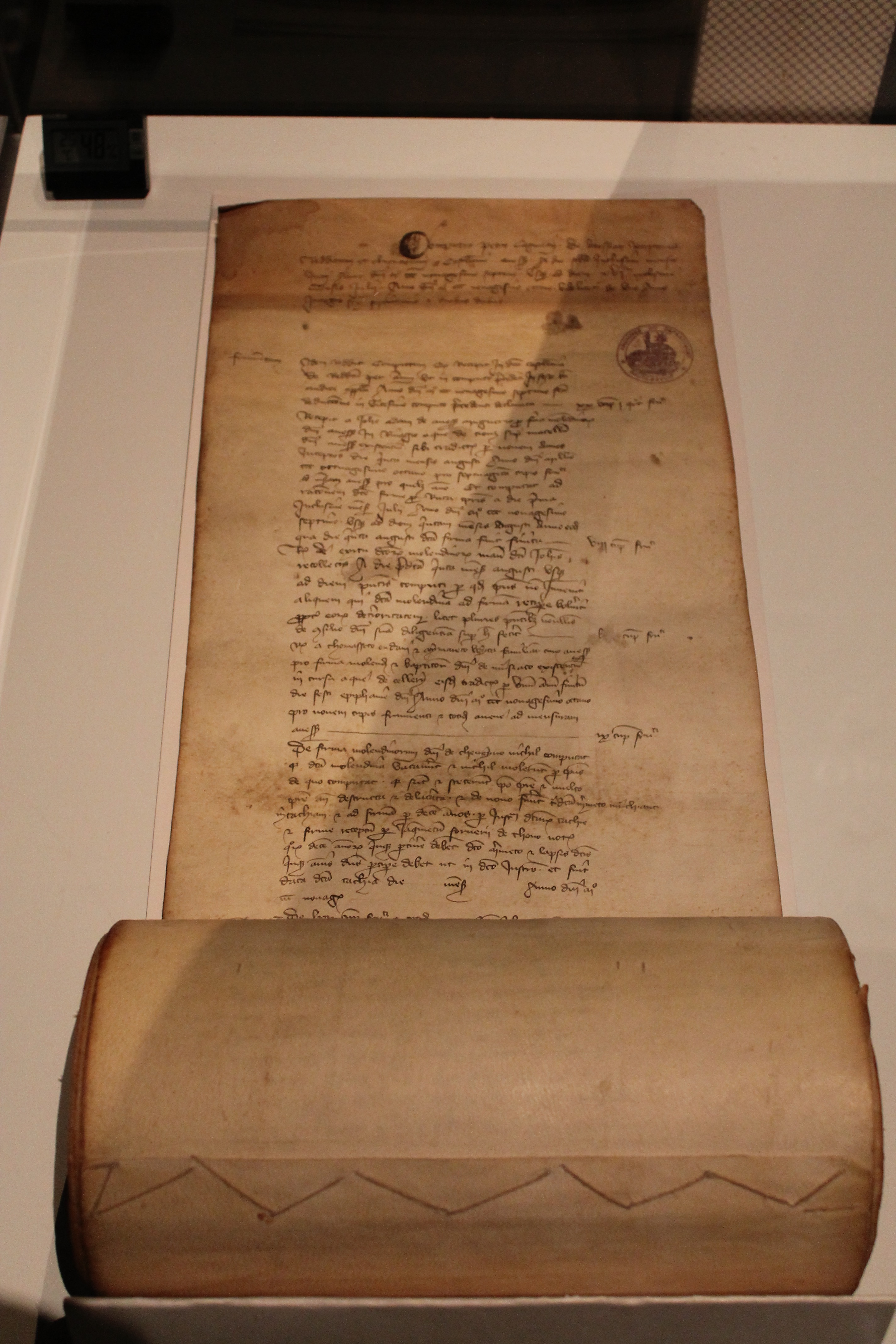
Comptes de la châtellenies d'Annecy (1340),
rouleau de parchemin (Archives départementales de la Haute-Savoie).

Le château d’Annecy est le siège d'une châtellenie, dit aussi mandement (mandamentum). Il s’agit plus particulièrement d’une châtellenie comtale, relevant directement du comte de Genève. La superficie du mandement est estimée à 255 km2, correspondant à un peu moins d'une trentaine de communes actuelles
| Commune | Nom              | Type         | Date (attestation) |
| ------- | ---------------- | ------------ | ------------------ |
| Annecy  | Château d’Annecy | château      | (attesté)          |
| Annecy  | Palais de l'Isle | maison forte | 1325 (attesté)     |

Dans le comté de Genève, le châtelain comtal est nommé par le comte et possède de nombreux pouvoirs,. Avec l’intégration au comté de Savoie, à partir de 1401, celui-ci devient un « [officier], nommé pour une durée définie, révocable et amovible »,. Il est chargé de la gestion de la châtellenie ou mandement, il perçoit les revenus fiscaux du domaine, et il s'occupe de l'entretien du château. Le châtelain est parfois aidé par un receveur des comptes, qui rédige « au net […] le rapport annuellement rendu par le châtelain ou son lieutenant ».
Pour la période de l'apanage de Genevois (1514-1659), l'historien Laurent Périllat observe un « réseau de parentèle entre les officiers locaux d'un même mandement […] [implicant] tous les liens de fraternité ou de cousinage ».